# Луко-деи-Марси
Луко-деи-Марси (итал. Luco dei Marsi) — коммуна в Италии, расположена в регионе Абруццо, подчиняется административному центру Л’Акуила.
Население составляет 5811 человек (на 2005 г.), плотность населения составляет 130,26 чел./км². Занимает площадь 44,61 км². Почтовый индекс — 67056. Телефонный код — 0863.
Покровителем коммуны почитается святой Вонифатий. День города ежегодно празднуется 30 ноября.